# Rosička krvavá
Rosička krvavá (Digitaria sanguinalis) je jednoletá, nevysoká, trsnatá tráva, druh rodu rosička zařazený do podčeledi Panicoideae. Rostlina pochází z jižní Evropy, severní Afriky a z oblastí Západní a Střední Asie. Postupně se rozšířila téměř po celé Evropě, střední a jižní Africe i Severní a Jižní Americe. Na nová místa doputovala pravděpodobně s osivem kulturních plodin.

## Ekologie
Rosička krvavá je světlomilná a teplomilná bylina snášející poměrně dobře sucho, hojnější je v teplejších nížinatých oblastech, méně častá v chladnějších podhůřích. Vyrůstá obvykle v nezapojených porostech, nejčastěji na písčitých nebo kamenitých půdách. Roste na polích, v zahradách, podél cest, na rumištích i v trávnicích. V posledním desetiletí je stále častěji pozorována podél solených komunikací, kde se vytvořila vrstva posypového minerálního materiálu s vysokou koncentraci soli. A právě v tomto úzkém vegetačním pásu, ve které nemohou druhy citlivé na zasolenou půdu přežít, se ji dobře daří.

## Popis
Jednoletá, pozdně jarní, zelená až nafialovělá, řídce trsnatá tráva s bohatými svazčitými kořeny. Stébla má přímá, poléhavá nebo v kolénkách vystoupavá, 20 až 40 cm vysoká, hladká a lysá. Mívají tři až osm kolének a ze spodních mohou vyrůst kořínky, které v půdě zakoření a vytvoří novou rostlinu. Ploché, měkké, úzce kopinaté až dlouze zašpičatělé listové čepele, 10 až 15 cm dlouhé a 0,5 až 1 cm široké, jsou chlupaté nebo lysé a po okrajích ostré. Pochvy listů jsou nafouklé, spodní jsou chlupaté a horní lysé, jejich uťaté jazýčky nebývají delší než 2 mm a ouška chybějí.
Květenství je tvořeno pěti až osmi, šikmo vzhůru odstálými lichoklasy dlouhými 5 až 15 cm, které jsou i po odkvětu rovnovážné nebo směřují šikmo vzhůru. Dlouze eliptické a špičaté klásky jsou 3 mm dlouhé, vyrůstají po dvou na jedné straně vřetene, jsou žlutavé, světle hnědé až nafialovělé, po dozrání opadávají. Spodní kvítek klásku je sterilní, další je plodný. Horní pleva bývá dlouhá jako třetina až tři čtvrtiny délky klásku. Kvítky rozkvétají od června až do října.
Po dozrání obsahují klásky eliptické, zašpičatělé obilky s bezosinnou, rýhovanou pluchou. Obilka je dlouhá 4 mm, široká 1,5 mm a hmotnost tisíce semen je 0,48 gramů. Z jedné rostliny se může získat několik set obilek. Rostliny se rozmnožují výhradně semeny (obilkami), která jsou velmi snadno rozptylována větrem. Mladé rostlinky z nich počínají vyrůstat až po prohřátí půdy, obvykle koncem dubna až počátkem května. Někdy bývá celá rostlina fialovo-nachově zbarvená, odtud pochází i druhové jméno „krvavá“.

## Význam
Tento zdomácnělý archeofyt býval i v České republice pěstován jako chudobná obilnina nebo pícnina. Pro drobné obilky a malý výnos je toto již minulostí a v současnosti rosička krvavá vyrůstá v Evropě většinou jen samovolně. Je považována za málo nebezpečný plevel rostoucí hlavně v okopaninách, vytrvalých pícninách, na strništích a vinicích, její obilky se používají nejvýše jako krmivo pro ptáky.
Naopak je stále více šířená v západní Africe a jako pastevní plodina se zavádí na suchých půdách v Severní a Jižní Americe, je dobrou pícninou a dobytek ji rád spásá. Obilky se používají k výrobě mouky a krupice, zelená hmota jako krmivo.

## Taxonomie
Druh rosička krvavá zahrnuje dvě variety, které byly v minulosti považovány za poddruhy.
- rosička krvavá pravá (Digitaria sanguinalis (L.) Scop. var. 'sanguinalis')
- rosička krvavá brvitá (Digitaria sanguinalis (L.) Scop. var. 'pectiniformis' (Henrard) Tuyama)

Rosička krvavá brvitá se od rosičky krvavé pravé morfologicky odlišuje přítomností dlouhých brv na pluše sterilního kvítku. Na území termofytika ČR se oba taxony vyskytují téměř stejně často, v mezofytiku bývá hojnější rosička krvavá pravá.

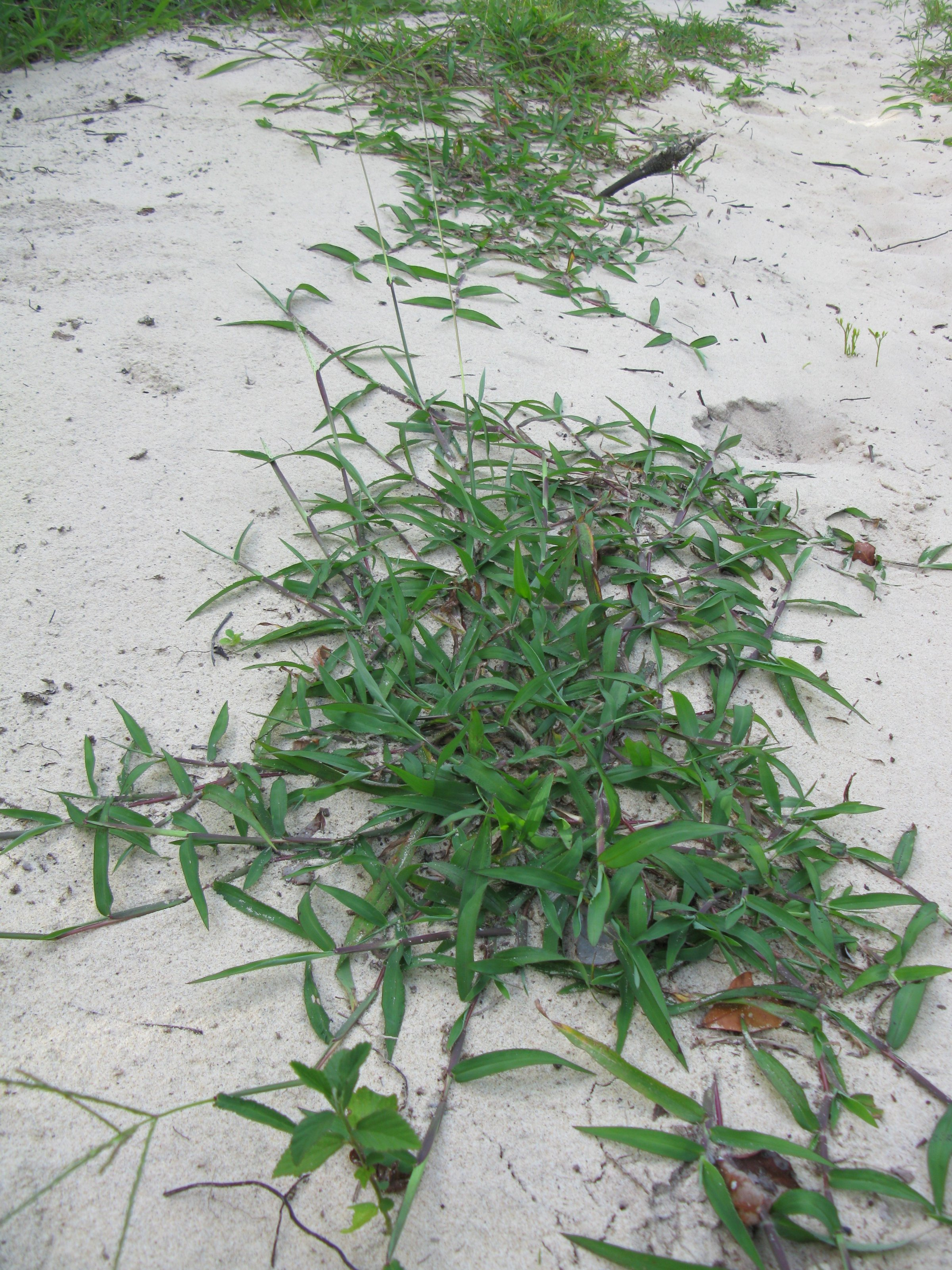
Mladá rostlina
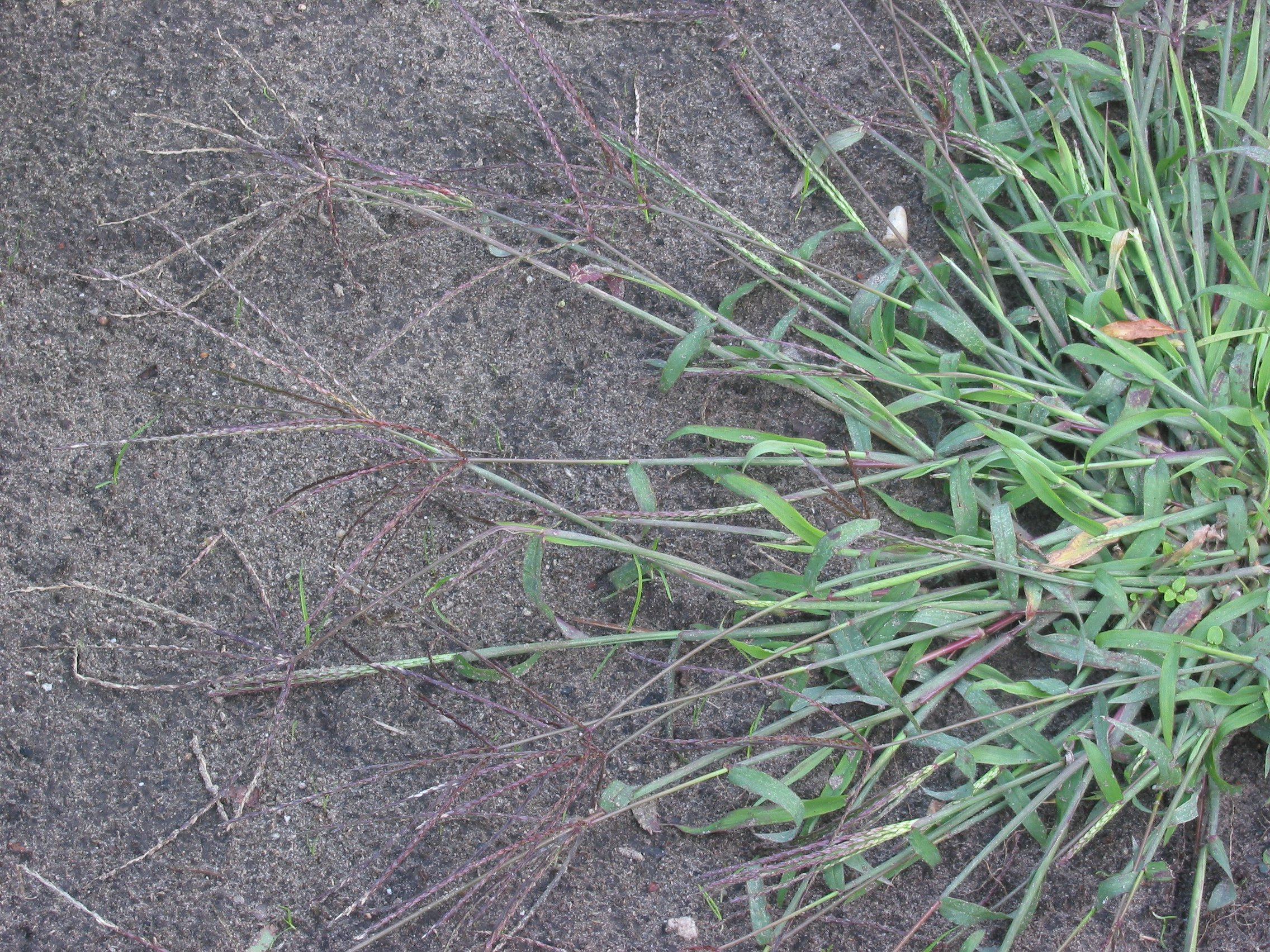
Poléhavá rostlina
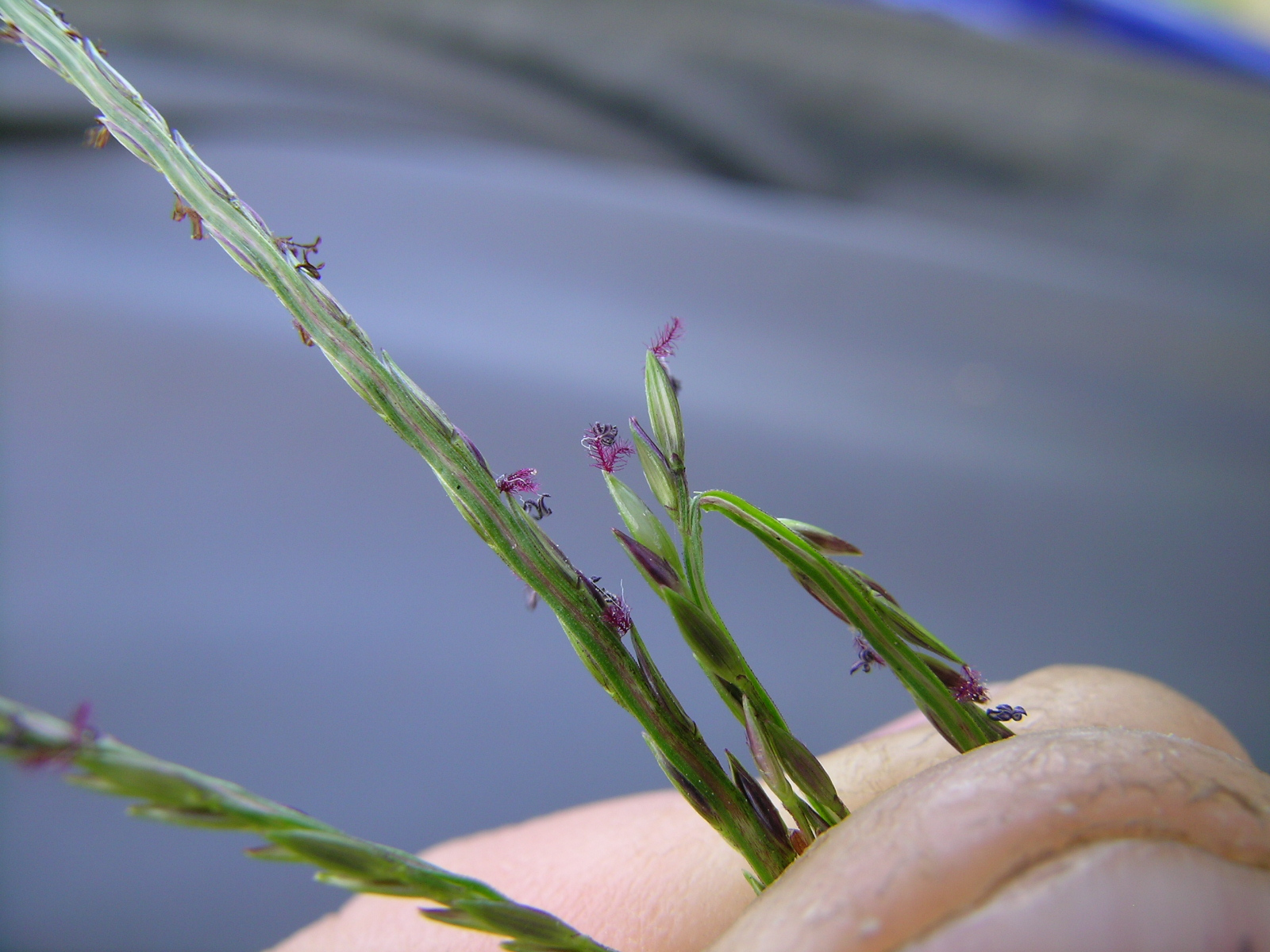
Kvetoucí klásky